# Crvarevac
Crvarevac är ett samhälle i Bosnien och Hercegovina.   Det ligger i entiteten Federationen Bosnien och Hercegovina, i den nordvästra delen av landet, 230 km nordväst om huvudstaden Sarajevo. Crvarevac ligger 204 meter över havet och antalet invånare är 860.
Terrängen runt Crvarevac är platt åt sydväst, men åt nordost är den kuperad. Runt Crvarevac är det ganska tätbefolkat, med 93 invånare per kvadratkilometer.. Närmaste större samhälle är Cazin, 19,1 km söder om Crvarevac. 
Trakten runt Crvarevac består till största delen av jordbruksmark.